# 天国のKiss
『天国のKiss』（てんごくのキス）は、1999年7月12日から9月13日までテレビ朝日系列の月曜ドラマ・インで毎週月曜日20:00 - 20:54にかけて放送されていたテレビドラマである。全10回。平均視聴率7.8%。

## ストーリー
御手洗明日美（奥菜恵）は翔聖学園高校に通う高校3年生。ある日、明日美がファンであるミュージシャンのSHU（TAKA）が飛び降り自殺を図ろうとしている姿を目にし、それを助けようとした明日美は落ちてきた鉄骨の下敷きになり他界し、その後霊魂となってこの世に戻ってきてしまう。
幼馴染みの櫂（藤原竜也）と、明日美と礼奈（片瀬那奈）の3人の三角関係、半熟ゴーストとなった女子高生がやがて消えていく体と闘いながら、恋愛、友情、家族に揺れながら生き抜く姿を描く。

## キャスト
- 御手洗 明日美（みたらい あすみ）
演：奥菜恵/中村有沙（幼少期）
本作の主人公。18歳。高校3年生。素直で純粋な性格。いじめをしていた礼奈に対しても心配したり、病院にお見舞いに行くほどの優しい心の持ち主。直向きで一生懸命だが、ドジを踏んで周囲を混乱させる為、学校では「厄病神」と言われているものの、大好きなミュージシャン・SHUの歌で元気付けている。梢からもらったクローバーのペンダントを常に身に付けている。12年ぶりに再会した幼馴染・櫂と再会するが、心を閉ざした彼に戸惑い、対立。そんな中、SHUのライブから帰る途中、彼を追いかけている時に鉄骨が落ちてきて死亡。幽霊となるが、実体はあるため、姿は誰にでも見える上に、会話、接触も可能。感極まると、体が光り、ポルターガイスト現象を起こし、涙を流すと消えてしまう。
- 篠原 櫂（しのはら かい）
演：藤原竜也/伊藤隆弘（幼少期）
明日美の幼馴染。16歳。高校2年生。12年前に明日美と永遠の友情を交わす約束をしたが、姉・梢の死と家庭崩壊で人間不信に陥り、更に姉の死を見送らなかった恋人・SHUを憎んでいる。その後、一人暮らしをする為にモデルのアルバイトを始め、大好きなバスケットも辞めてしまう。その後、明日美が通う学校に転校、再会するが、彼女がSHUのファンであることを知り、嫌悪する。ひょんなことから明日美が幽霊であることを知り、彼女の懸命な姿に、次第に心を開いていく。
- 朝倉 周也（SHU）（あさくら しゅうや）
演：TAKA（La'cryma Christi）
人気ミュージシャン。25歳。梢の恋人だったが、人気が出るにつれて会う機会が減ってしまう。「ずっと歌い続けて欲しい」という梢との約束を胸に、コンサートを満員にした夜、梢が他界。そのショックで歌えなくなり、遂には自殺を図ろうとするが、明日美と梢によって一命を取り留める。
- 柏木 礼奈（かしわぎ れいな）
演：片瀬那奈
櫂の同級生。16歳。通称：レナ。子役の頃から人気モデルをしている美少女だが、周囲から甘やかされて育ってきたため、性格はわがままかつ傲慢で計算高く腹黒い。欲しい物は全て手に入れないと気が済まない。女子数名を手下にしている。櫂のことが好きで、明日美に嫉妬しており、彼女を虐めている。
- 御手洗 今日子（みたらい きょうこ）
演：平山綾
明日美の妹。高校1年生。姉とは反対に要領が良い。姉・明日美と父・貴を見下している。
- 御手洗 貴（みたらい たかし）
演：高田純次
明日美の父親。46歳。気弱で心配性だが、家族への愛情は強い。脱サラしてラーメン屋を開く夢を持っているものの、それをなかなか家族に言い出せずにいるが、後にバレてしまう。なお、明日美のドジは父親譲り。
- 御手洗 晴子（みたらい はるこ）
演：戸田恵子
明日美の母親。43歳。好奇心旺盛でミーハーな肝っ玉母さん。夫が脱サラの夢を隠していたことに傷つき、頑なになる。
- 三条 鞠絵（さんじょう まりえ）
演：宝生舞
50年前に、戦中の空襲で亡くなったジャズシンガーの地縛霊。年齢不詳。関西弁を話す（演じている宝生自身も、関西出身）。その未練が残ってスタジオに住みついている。同じ幽霊の明日美にとって、一番の理解者だが、ちゃっかりした性格。特に礼奈みたいな女は、癇に障るので、明日美について周り騒動を巻き起こす。
- 佐野 充（さの みつる）
演：青木堅治
櫂の同級生。男子バスケット部主将。
- 工藤 雅史（くどう まさし）
演：玉山鉄二
明日美のクラスメイト、男子バスケット部。
- 今野 多加志（こんの たかし）
演：一条俊
男子バスケット部。
- 神尾 一寿（かみお かずとし）
演：荒川良々
男子バスケット部。
- 大久保 純（おおくぼ じゅん）
演：須賀大悟
男子バスケット部。
- 中根 一也（なかね かずや）
演：横道智
男子バスケット部。
- 今井 明弘（いまい あきひろ）
演：高岡蒼甫
明日美のクラスメイト。
- 佐藤 碧（さとう みどり）
演：中越典子
櫂のクラスメイト。
- 上野 有美（うえの ゆみ）
演：松田純
明日美の親友。18歳。明日美のドジを庇ってくれる優しい性格だが、櫂のファンである為、明日美に冷たく当たってしまうこともある。
- 清水 千春、山本 理恵、野沢 智子（しみず ちはる、やまもと りえ、のざわ ともこ）
演：村田洋子、森央遥、上江洲愛
3人とも礼奈の友人で、彼女と共に明日美を虐めている。全員17歳。
- 院内 眉子（いんない まゆこ）
演：有坂来瞳
明日美の友人。17歳。ホラーが大好きで、怪談にも詳しく、霊感も強い。占い師を志望している。
- 篠原 梢（しのはら こずえ）
演：島袋寛子（SPEED）特別出演/ 小野寺華那（幼少期）
櫂の姉で、SHUの恋人。享年18。12年前、明日美と櫂が永遠の友情を約束した人物。病弱な為に転地療養を繰り返していたが、SHUのコンサートの最中、病死するものの、SHUを心配してこの世に残っていた。事故死した明日美にSHUのことを託し、不思議な力を与えて成仏。明日美にクローバーのペンダントを渡した人物。
- 小山田 瞳子（おやまだ とうこ）
演：渡辺典子
- 篠原 優子（しのはら ゆうこ）
演：大島さと子
櫂の母親。
- 大原 一徹（おおはら いってつ）
演：藤井隆
物理教師、30歳。男子バスケット部顧問。
- 羽衣 織絵（はごろも おりえ）
演：中島知子（オセロ）
古文教師、33歳。女子バスケット部顧問。
- 泉沢 美香（いずみさわ みか）
演：深田恭子
明日美の中学時代の友達。援助交際をしている。

## スタッフ
- 脚本：楠本ひろみ、山崎淳也
- 原案協力：「幽麗演戯レディゴースト」（角川書店）
- 演出：唐木希浩（5年D組）、久野昌宏・秋山純（テレビ朝日）
- プロデューサー：内山聖子（テレビ朝日）、伊藤正昭（ホリプロ）
- チーフプロデューサー：桑田潔（テレビ朝日）
- 音楽：溝口肇
- 音楽協力：テレビ朝日ミュージック
- 制作担当：新井誠一
- CG・合成：神宮前スタジオ、Aマシーンズ
- 技術協力：テイクシステムズ
- 美術協力：テレビ朝日クリエイト
- 制作：テレビ朝日、ホリプロ

## 主題歌
- 主題歌：hiro 「AS TIME GOES BY」（トイズファクトリー）
- 劇中歌：La'cryma Christi 「永遠」（ポリドール）

## サブタイトル
| 各話                                           | 放送日        | サブタイトル                        | 脚本       | 演出     | 視聴率 |
| ---------------------------------------------- | ------------- | ----------------------------------- | ---------- | -------- | ------ |
| 第1回                                          | 1999年7月12日 | 突然の死!神様私は幽霊なの!?         | 楠本ひろみ | 唐木希浩 | 9.8%   |
| 第2回                                          | 1999年7月19日 | お前なんか消えちまえ!!              | 楠本ひろみ | 唐木希浩 | 6.9%   |
| 第3回                                          | 1999年7月26日 | 彼の体に入っちゃった?               | 楠本ひろみ | 久野昌宏 | 8.0%   |
| 第4回                                          | 1999年8月2日  | 幽霊だってバレちゃう!?              | 楠本ひろみ | 久野昌宏 | 7.1%   |
| 第5回                                          | 1999年8月9日  | 学校の怪談!?さよなら櫂くん          | 楠本ひろみ | 秋山純   | 7.2%   |
| 第6回                                          | 1999年8月16日 | 援交する少女VS死んでる少女          | 山崎淳也   | 唐木希浩 | 6.6%   |
| 第7回                                          | 1999年8月23日 | 消滅の瞬間!!彼の魂も一緒に          | 楠本ひろみ | 久野昌宏 | 7.5%   |
| 第8回                                          | 1999年8月30日 | 愛の天使が残した奇跡                | 楠本ひろみ | 秋山純   | 8.1%   |
| 第9回                                          | 1999年9月6日  | 夢叶う!神様がくれた最後の宿題とは!? | 楠本ひろみ | 唐木希浩 | 8.5%   |
| 最終回                                         | 1999年9月13日 | 恋するゴーストに今夜最後の奇跡が!?  | 楠本ひろみ | 唐木希浩 | 8.3%   |
| 平均視聴率7.8%（ビデオリサーチ調べ・関東地区） |               |                                     |            |          |        |